# Timofei Wladimirowitsch Tribunzew

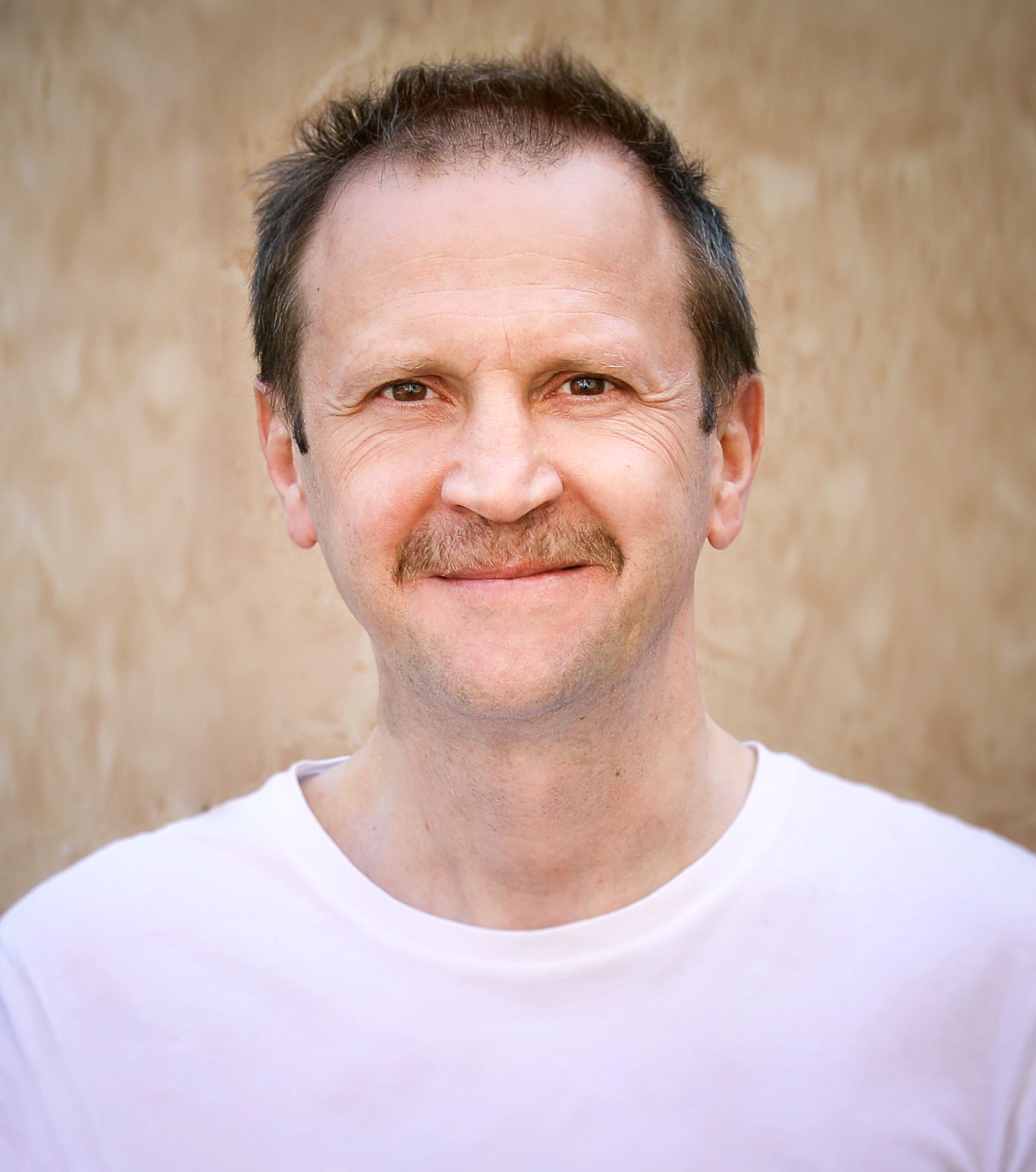
Timofei Wladimirowitsch Tribunzew (2018)

Timofei Wladimirowitsch Tribunzew (russisch Тимофей Владимирович Трибунцев, wiss. Transliteration Timofej Vladimirovič Tribuncev; * 1. Juli 1973 in Kirow, Oblast Kirow, RSFSR, Sowjetunion) ist ein russischer Theater- und Filmschauspieler.

## Leben
Seit seinem 15. Lebensjahr ist Tribunzew als Schauspieler tätig. Er begann mit dem Schauspiel an einem Theater in Kirow. 1998 zog er nach Moskau, wo er die Mikhail Shchepkin Higher Theatre School besuchte. 2002 machte er erfolgreich seinen Abschluss und schloss sich dem Ensemble des Satyricon-Theaters an. Tribunzew ist mit einer russischen Theaterschauspielerin verheiratet und ist Vater eines Kindes.
Seit der Jahrtausendwende tritt Tribunzew auch als Fernseh- und Filmschauspieler in Erscheinung. So übernahm er 2017 eine Rolle in dem Historienfilm Die letzten Krieger.

## Filmografie (Auswahl)
- 2007: Reise mit Haustieren (Puteshestvie s domashnimi zhivotnymi/Путешествие с домашними животными)
- 2012: Im Nebel (V tumane/В тумане)
- 2013: Das Land der guten Kinder (Strana khoroshikh detochek/Страна хороших деточек)
- 2017: The Last Warrior (Posledniy bogatyr/Последний богатырь)
- 2017: Die letzten Krieger/Die Legende von Kolovrat (Legenda o Kolovrate/Легенда о Коловрате)
- 2019: Secret Weapon (Sekretnoe oruzhie/Секретное оружие)
- 2019: Phantom (Fernsehserie, Episode 1x01)
- 2019: Alibi (Алиби)
- 2020: Doctor Lisa (Doktor Liza/Доктор Лиза)
- 2021: Captain Volkonogov Escaped (Kapitan Volkonogov bezhal)
- 2021: Dewjatajew
- 2021: Kitchenblock – Tödliches Sommercamp (Пищеблок) (Fernsehserie)